# 麥凱勒灣
62°5′S 58°28′W / 62.083°S 58.467°W
麥凱勒灣（Mackellar Inlet），是南極洲的海灣，位於南設得蘭群島的喬治王島，處於阿德默勒爾蒂灣西北部，在1909年12月由讓-巴蒂斯特·夏古率領的法國探險隊命名，現時由南極條約體系管理。

## 外部連結
. . United States Geological Survey.   [2013-07-16].